# Жан Рей (письменник)
Жан Рей (також Ре, фр. Jean Ray) — найвідоміший французький псевдонім бельгійського письменника-фламандця Раймона Жана Марі де Кремера (фр. Raymond Jean Marie de Kremer, на фламандський манер — Раймундус Йоанес де Кремер, нід. Raymundus Joannes de Kremer), який народився 8 липня 1887 року і помер 17 вересня 1964 року в Генті. Писав французькою та фламандською мовами, останньому — під найвідомішим псевдонімом Джон Фландерс (нід. John Flanders); крім цих двох основних, використовував багато інших псевдонімів.
Творча спадщина письменника надзвичайно широка і складає кілька тисяч творів у різних жанрах: оповідання, повісті, романи, репортажі, тексти коміксів, п'єси для ревю тощо. Класик бельгійської школи «дивного оповідання», який мав на неї великий вплив, також відомий своїми пригодницькими творами для дітей та юнацтва (переважно фламандською), вважається одним із засновників фламандської школи детективу. Його твори відрізняє своєрідний чорний гумор, домодерновий світ — без телефонів, радіо та інших прикмет сучасності, і зі споживанням їжі, яке складає постійну фонову тему оповіді. Повністю вигадана письменником і опублікована в 1950 році романтична «автобіографія» часто служить джерелом хибних описів його життя для некритично налаштованих видавців.

## Біографія

### Легенда
За активно поширюваною самим письменником легендою, його біографія сповнена романтичних гостросюжетних подробиць. В автобіографії 1950 року Жан Рей писав, що його одна бабуся була індіанкою, а друга паризькою революціонеркою на барикадах у 1848 році, він сам, як і його батьки, став моряком і з 15 років плавав і промишляв не зовсім чистими справами в Південних морях, потім був, крім усього іншого, приборкувачем тигрів, катом у Венеції, займався контрабандою забороненого алкоголю в США, і, нарешті, в 1927 році був за це заарештований і засуджений, провів два роки у в'язниці, кинутий родиною і друзями, а потім взявся за перо. Ці його некритично сприйняті твердження часто зустрічаються у французьких біографіях письменника.
Жан Рей взагалі часто і багато брехав про свої пригоди, а будучи викритий у суперечностях, віджартовувався: «Жан Рей є Жан Рей. З ним ніколи не знаєш…». Книга його заміток і афоризмів Memorial de Jean Ray (Sailor's Memories, Kuurne), видана «Колом друзів Жана Рея» у 1998 році, починається з фрази письменника «Судіть людину не за тим, що вона сказала про себе, а за тим, що вона сказала про інших». А про своїх друзів, починаючи з Моріса Ренара і закінчуючи Мішелем де Гельдероде, Жан Рей завжди говорив тільки хороше.

### Дитинство і юність

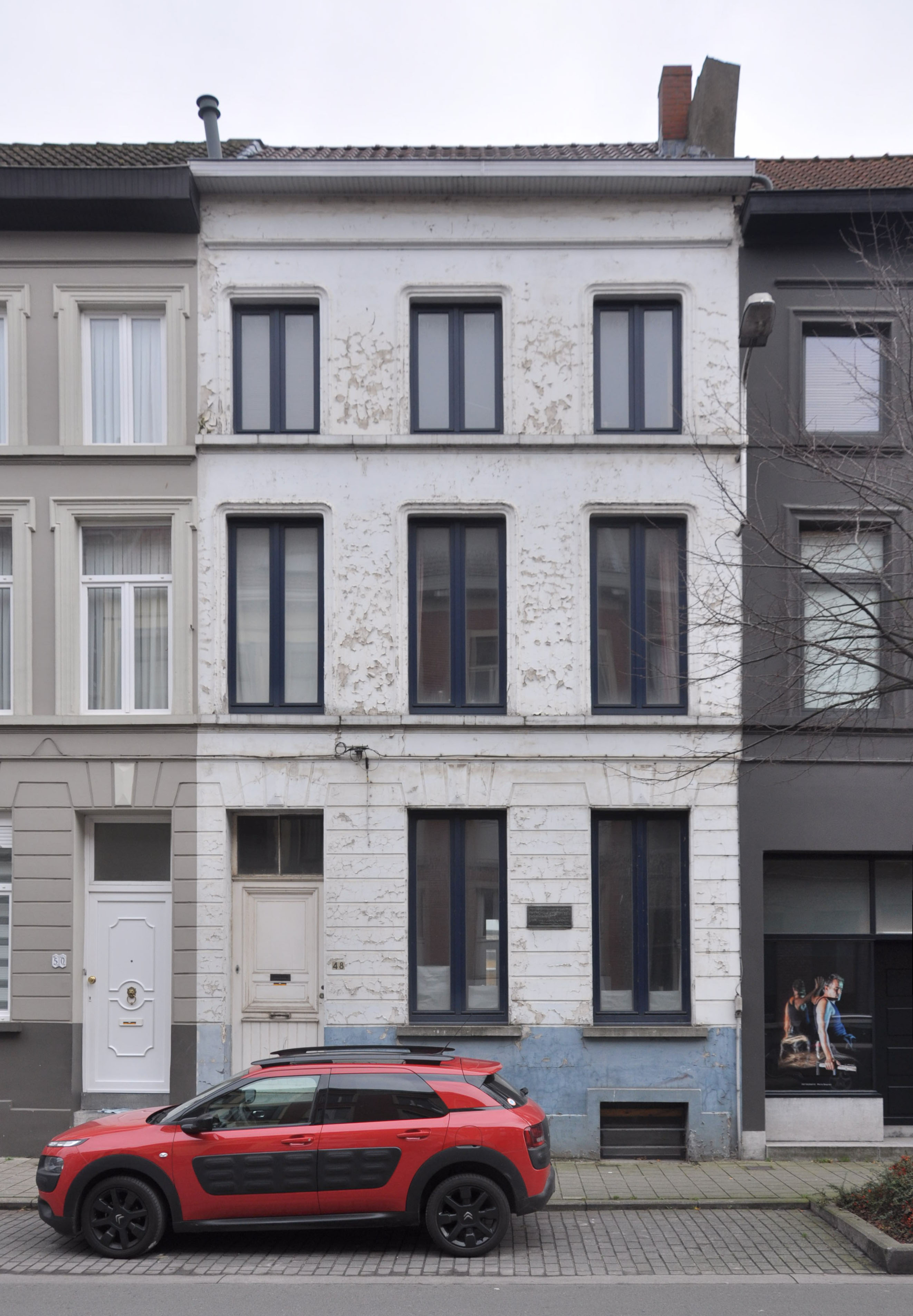
Будинок 48 по вулиці Хам, Гент, де народився Жан Рей

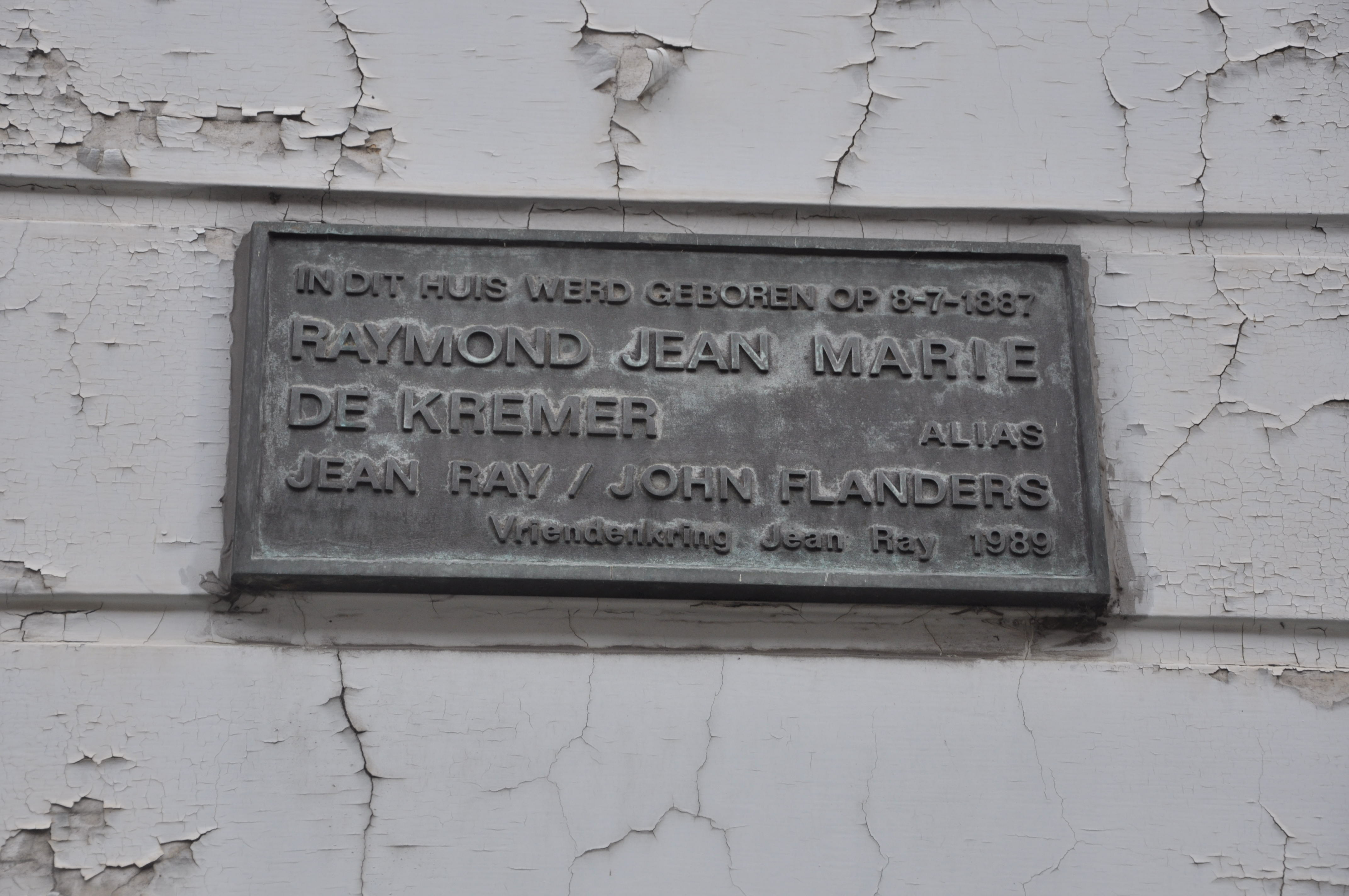
Табличка на будинку

Майбутній письменник народився в Генті у фламандській родині достатньо заможного портового чиновника Джозефа Едмона де Кремера (Joseph Edmond) і вчительки Марії Терези Ансееле (Marie Thérèse Anseele), сестри бельгійського політика-соціаліста Едуарда Ансееле. На відміну від легенди, його дід по батьковій лінії був пекарем в Антверпені, а бабуся — родом з Лімбурга, а з материнської сторони сім'я займалася виробництвом взуття.
У дитинстві зеленоокий де Кремер страждав від непереносимості яскравого світла, вважаючи за краще сидіти в будинку батьків на типовій гентській вуличці Хам за наглухо заштореними вікнами і слухати нескінченні історії, які розповідала найнята для нього доглядальниця Елоді — яку потім він вивів персонажем у своєму романі «Мальпертюї».
Перші проби пера письменника-початківця з'явилися в студентській газеті в 1904 році. Не довчившись у Гентському державному педагогічному училищі — проти волі батьків, він почав пробувати сили в написанні п'єс для ревю, на одній з постановок зустрівши свою майбутню дружину — актрису і співачку Ніні Балту (Nini Balta), справжнє ім'я — Віргінія Бал (Virginie Bal).

### Чиновник, потім бізнесмен
У 1910 році де Кремер став дрібним муніципальним чиновником, а 17 лютого 1912 року одружився з Віргінією. 1913 року у них народилася дочка — Люсьєн Марі-Терез Едмон де Кремер (Lucienne Marie Thérèse Edmond De Kremer), знана як Лулу (Lulu). В цей час де Кремер приділяв більше уваги написанню п'єс для мюзік-холу і пробам сили в журналістиці і як письменник — у журналі «Gand XXième siècle — Gent XXe eeuw», ніж роботі, і тримався там лише завдяки заступництву дядька. З початком Першої світової війни він знову зосередився на п'єсах для популярного театру і ревю, закинувши журналістику і письменство.
Жан Рей кинув роботу клерком в 1919 році і практично негайно вступив на роботу до біржового брокера Аугусту ван дер Богарде (August Van den Bogaerde). Паралельно з фінансовою діяльністю друкувався в різних газетах і журналах, часто — анонімно і під різними псевдонімами: Жан Рей, Джон Фландерс (в честь Молль Фландерс), Tiger Jack, RM Temple, John Sailor, Kapitein Bill, Alice Sauton та іншими. З 1920 по 1923 рік — редактор ліберального журналу «Journal de Gand — Echo des Flandres», після падіння продажів змінив назву на «l'ami du Livre» і став виходити раз на два місяці, однак і в цьому форматі не вийшов на окупність, що послужило приводом до початку фінансових махінацій де Кремера з грошима клієнтів.

### Перша збірка оповідань, арешт і в'язниця
У 1925 році вийшла друком перша збірка його фантастичних новел «Розповіді під віскі» (фр. Les contes du whisky), близьких за поетикою до готичного роману і новелістики Едгара По. Де Кремер підписав збірник псевдонімом Жан Рей — Jean Ray, утвореним від початкових частин двох імен — RAYmond Jean. Збірник був дуже тепло прийнятий критикою і мав успіх вдома і у Франції, що спонукало де Кремера оголосити про швидкий вихід другого збірника «Чистий ром» (фр. La rum row), який так ніколи й не побачив світ через подальші події.
Жив Жан Рей в цей час на широку ногу (наприклад, його дочку відвозив до школи особистий шофер, а вихідні його сім'я проводила біля моря у фешенебельному готелі), однак у 1926 році був заарештований за підозрою в шахрайстві згідно показань на слідстві брокера ван дер Богарде. 20 січня 1927 року де Кремер був визнаний винним у привласненні 1,5 мільйонів бельгійських франків (еквівалент близько 5 млн американських доларів 2007 року) потенційних інвесторів через підставні компанії і засуджений до 6 з половиною років в'язниці, проте вийшов достроково — через два роки, 1 лютого 1929, за зразкову поведінку. В ув'язненні де Кремер працював у тюремній бібліотеці і продовжував писати, наприклад, тоді було написане одне з його найвідоміших оповідань «La ruelle ténébreuse». Для дружини і дочки Жана Рея його тюремне ув'язнення виявилося тяжким ударом, тому що від них відвернулися всі родичі, включно з сім'єю Ансееле.

### Зміна псевдоніма, початок співпраці з Altiora
Після виходу з в'язниці складно було розраховувати на високооплачувану роботу, тому Жан Рей з подвоєною силою взявся за перо. Оскільки ім'я Жан Рей асоціювалося у публіки тепер зі справою про шахрайство, де Кремер вирішив використовувати як основний інший псевдонім — Джон Фландерс, під яким він публікувався, навіть перебуваючи за ґратами: з 1929 по 1935 рік під ним в «La Revue Belge» вийшло близько 20 оповідань. У своїх побоюваннях де Кремер виявився правий: книга «Croisière des ombres» під ім'ям Жана Рея, опублікована в 1931 році брюссельським видавництвом Editions de Belgique, була повністю знехтувана публікою і критиками. У той же рік почалося співробітництво Джона Фландерса з видавництвом Altiora, що розпочалася з серіального видання для дітей та юнацтва «Vlaamse Filmkens» («Фламандське кіно») і вилилася в багаторічну співпрацю і більше 150 випусків. Це ж видавництво в 1935 році випустило нову книгу Фландерса «Привиди на нерівній вересовій пустці» (нід. Spoken op de ruwe heide).

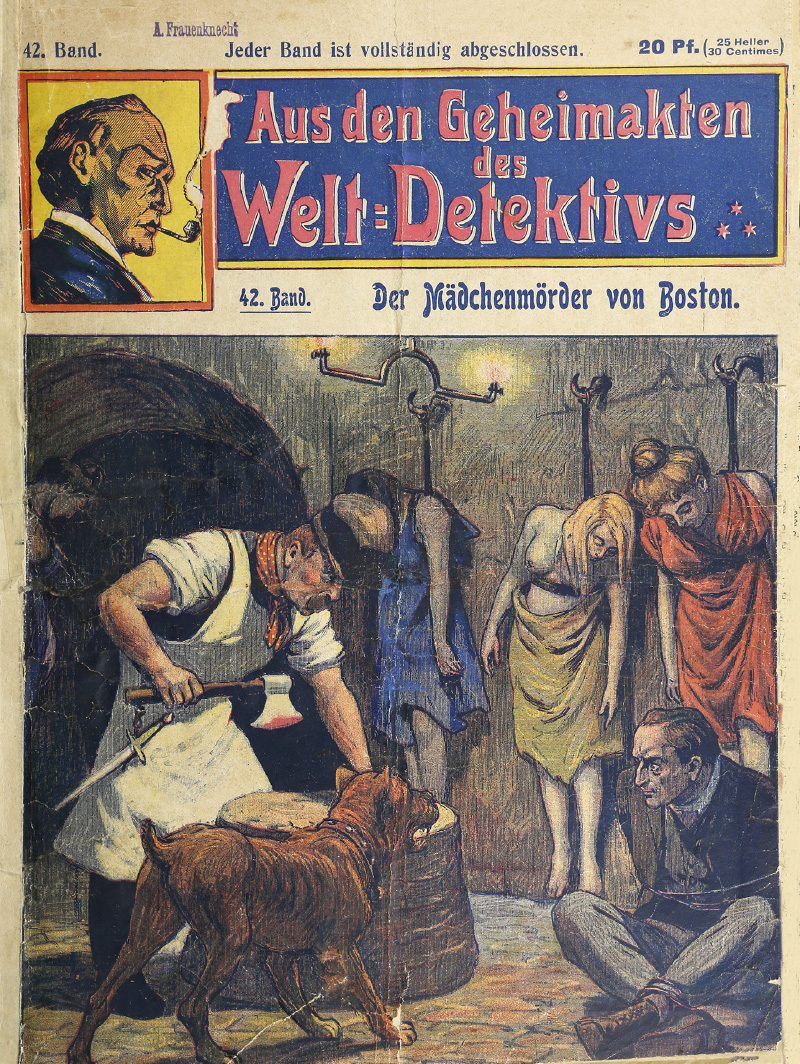
Один з німецьких оригіналів серії про Гаррі Діксона

У 1931 році де Кремер приєднався до проєкту з «наскрізним» героєм серії оповідань і повістей у випусках (зрештою, їх з'явилося близько 180) — американським детективом-аматором Гаррі Діксоном, твори про якого він спочатку вільно переробляв з німецьких довоєнних оригіналів за пропозицією амстердамського видавництва, а потім і почав писати сам (близько 100). Початково ці оповідання публікувалися анонімно і лише потім були надруковані під ім'ям Жан Рей у вигляді антології.
Ще одна наскрізна серія оповідань, теж про американського детектива, Едмунда Беллі, підлітка 16 років, публікувалася Джоном Фландерсом у журналі для юнацтва «Bravo!», який практично повністю складався з текстів де Кремера під різними псевдонімами, і де він був редактором. Серія і цей журнал ілюструвалися зокрема відомим гентським художником Фріцом ван дер Берге, другом дитинства де Кремера.
Працював Жан Рей і журналістом, зокрема — у виданнях для дітей та юнацтва, з них переважно у вищезгаданому журналі Vlaamse Filmkens («Фламандське кіно»). Писав тексти для коміксів під псевдонімами Кінг Рей (King Ray), Алікс Р. Бантам (Alix R Bantam) та іншими, виступав як сценарист. «Дивні історії» продовжували виходити під псевдонімом Джон Фландерс, в цьому варіанті набувши деякої популярності: 4 історії де Кремера під цим ім'ям були опубліковані у відомому американському журналі Weird Tales.

### Воєнні роки
З початком окупації багато бельгійських журналів закрилися, а тиражі інших сильно впали, що призвело до падіння темпу публікацій письменника. Однак у 1942—1943 роках де Кремер знову під псевдонімом Жан Рей опублікував у створеному ним самим і друзями видавництві «Les Auteurs Associés» серію творів, які згодом стали класичними зразками бельгійської школи «дивних історій»: «Le Grand Nocturne», «Les Cercles de l épouvante», «Cité de l Inexpressible peur», «Malpertuis», «Derniers contes de Canterbury». Під час окупації вони пройшли практично непоміченими, проте інша його творчість було популярною в Бельгії часів Другої світової війни, що критики пов'язують із загальним запитом на ескапістську літературу в той час.

### Після війни
З 1946 року де Кремер продовжив співпрацю з Altiora в рамках дитячої та юнацької літератури: під псевдонімом Джон Фландерс продовжується серія «Vlaamse Filmkens», публікуються романи «De Zilveren Kaap», «Bataille d'angleterre», «Zwarte Eiland» і «Geheimen van het noorden», численні оповідання і репортажі — як в журналах і газетах видавництва, так і поза них, під різними псевдонімами і анонімно. З 1955 по 1959 рік Altiora перевидала книгу «Привиди на нерівній вересовій пустці», а також випустила ще дві книги Джона Фландерса, «Bij de roodhuiden» і «Roman de la mer» та дві книги Жана Рея: «Prisonniers de Morstanhill» і «Hirro, l'enfant de la jungle».
Паралельно цьому виходять «дивні історії» Жана Рея: дві книги «Le livre des Fantômes» і «La Gerbe Noire» в 1947 році і з 1952 року — серія оповідань на сторінках журналу «Cahiers de la Biloque», яким керував його друг і сімейний доктор Урбен Тірі, знаний як Ком Дам'єн (фр. Urbain Thiry alias Côme Damien).

### Світова слава
У Франції Жан Рей отримав популярність вже після Другої світової війни, особливо після перевидання там його роману «Мальпертюї» в 1956 році. Збірник 1961 року «25 meilleures histoires noires et fantastiques» видавництва Gérard справив фурор, через що видавництво швидко випустило ще дві книги старих оповідань письменника, а також 16 томів серії історій Гаррі Діксона.
Як наслідок до 1961 році Жан мав усталену міжнародну репутацію майстра фантастичного оповідання, що дійшла навіть до США, де його перша перекладна книга — збірка оповідань «Гули у моїй могилі» (англ. Ghouls in My Grave) — була видана в 1964 році. 1962 року де Кремер отримав першу і єдину в його житті письменницьку нагороду: французька Le Prix Littéraire des Bouquinistes des Quais de Paris. У цей час письменник уже був тяжко хворий і особисто отримати призу не зміг, але зміг з'явитися на телебаченні. 1963 року у Франції починається видання Повного зібрання його творів, а на наступний рік виходить спеціальний номер журналу «Fiction» (№ 126, травень 1964 року), присвячений письменнику.

### Смерть

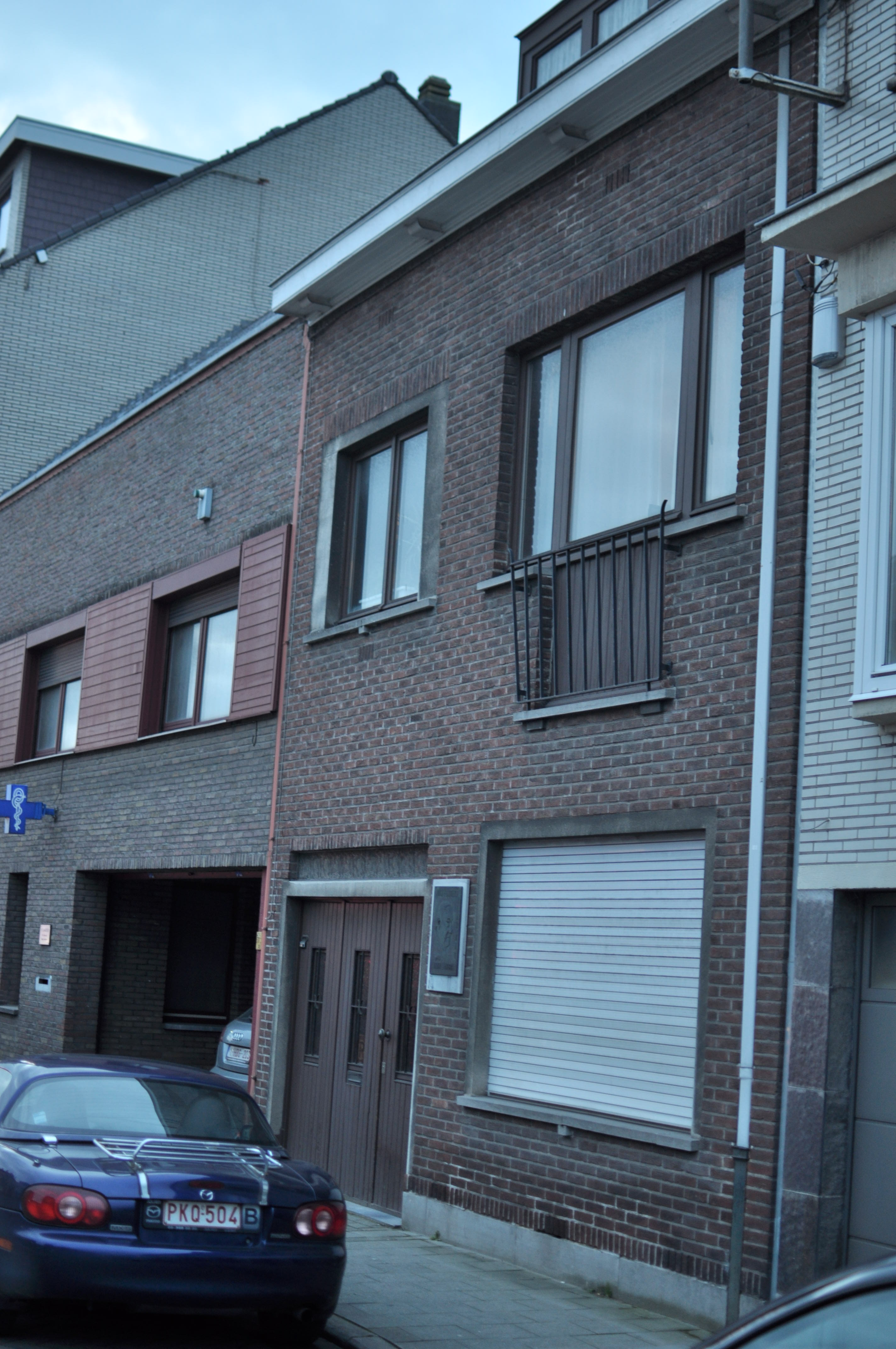
Будинок, в якому помер Жан Рей. Видно меморіальну табличку

Останні роки, з 1954, де Кремер жив у Генті в будинку дочки на Ройгемлаан (Rooigemlaan), 563. Помер Жан Рей там же 17 вересня 1964 року від серцевого нападу і похований у Сінт-Амандсбергу на кладовищі художників і письменників Кампо Санто — поряд з дружиною, Віргінією Бал, яка пішла з життя в 1955 році. Похорони проходили у вузькому колі його найближчих друзів і дочки. На могилі де Кремера висічено створену ним римовану епітафію:

## Творчість

### Загальна характеристика та значення
В цілому де Кремером написано 1500—1600 оповідань і романів, близько 5000 репортажів і статей. При прямих питаннях Жан Рей завжди відповідав, що пише тільки для грошей. На відміну від переважної більшості бельгійських авторів, він був білінгвом, і його творча спадщина приблизно в рівній пропорції складається з французьких і фламандських текстів, так, під псевдонімом Джон Фландерс переважно випускалися фламандські твори для юнацтва.
Найбільш відомим пластом творчості письменника є франкомовні «дивні історії» Жана Рея, хоча внесок Джона Фландерса в дитячу фламандську літературу також значний. Завдяки серії про Гаррі Діксона Жан Рей нарівні з Рафаэлом Верхюлстом вважається засновником жанру фламандського детективного оповідання.
Жан Рей зробив значний внесок у розвиток жанру фантастичної новели в бельгійській літературі, так, критик Жан-Батист Бароньян стверджує, що бельгійська школа «дивних історій» (фр. École belge de l'étrange) знаходиться під сильним впливом письменника. Томас Амос називає Жана Рея в трійці батьків-засновників цієї школи, поряд з Томасом Оуеном і Мішелем де Гельдеродом.

### Джерела «дивних історій» Жана Рея

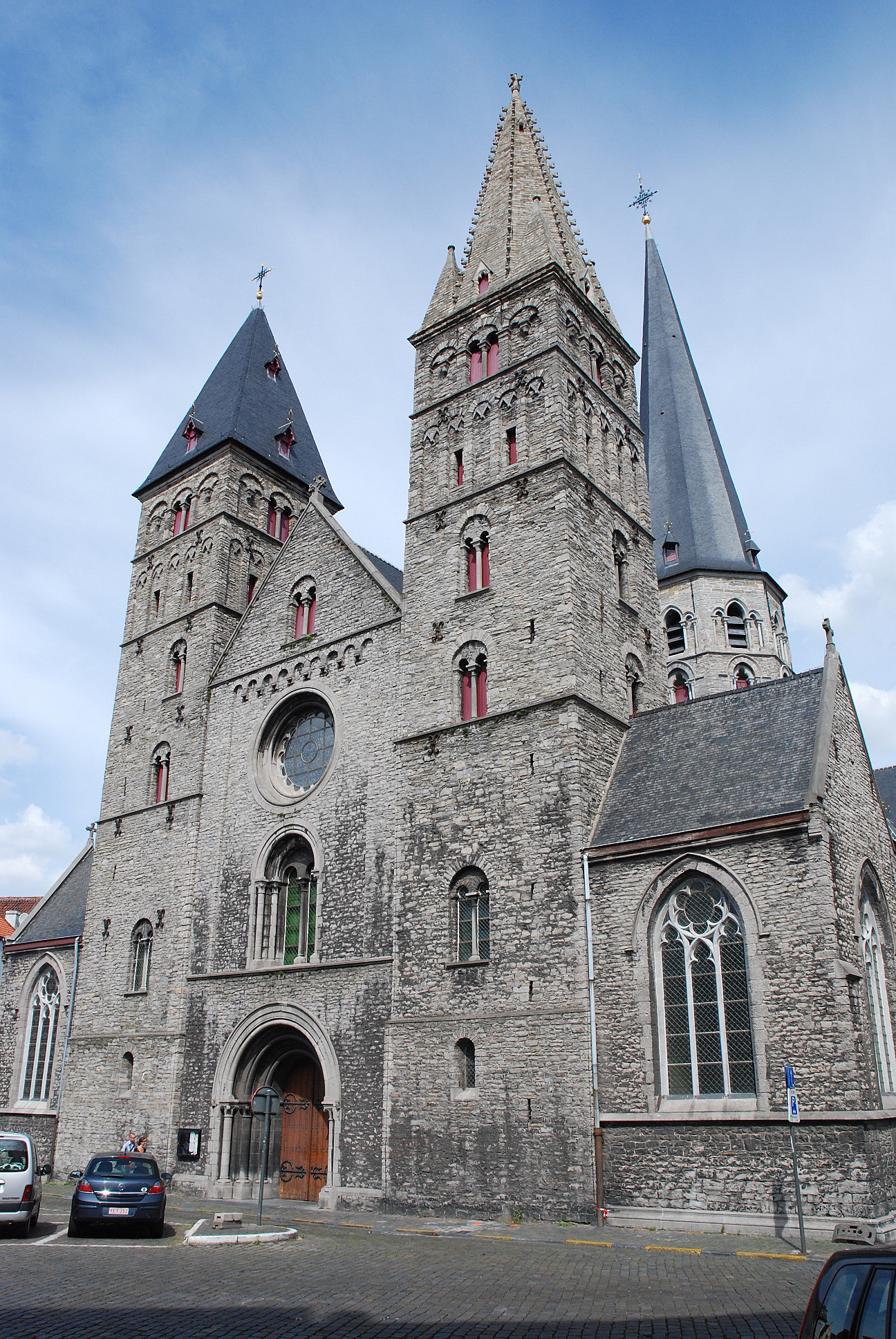
Церква святого Якова (Гент)

## Пам'ять

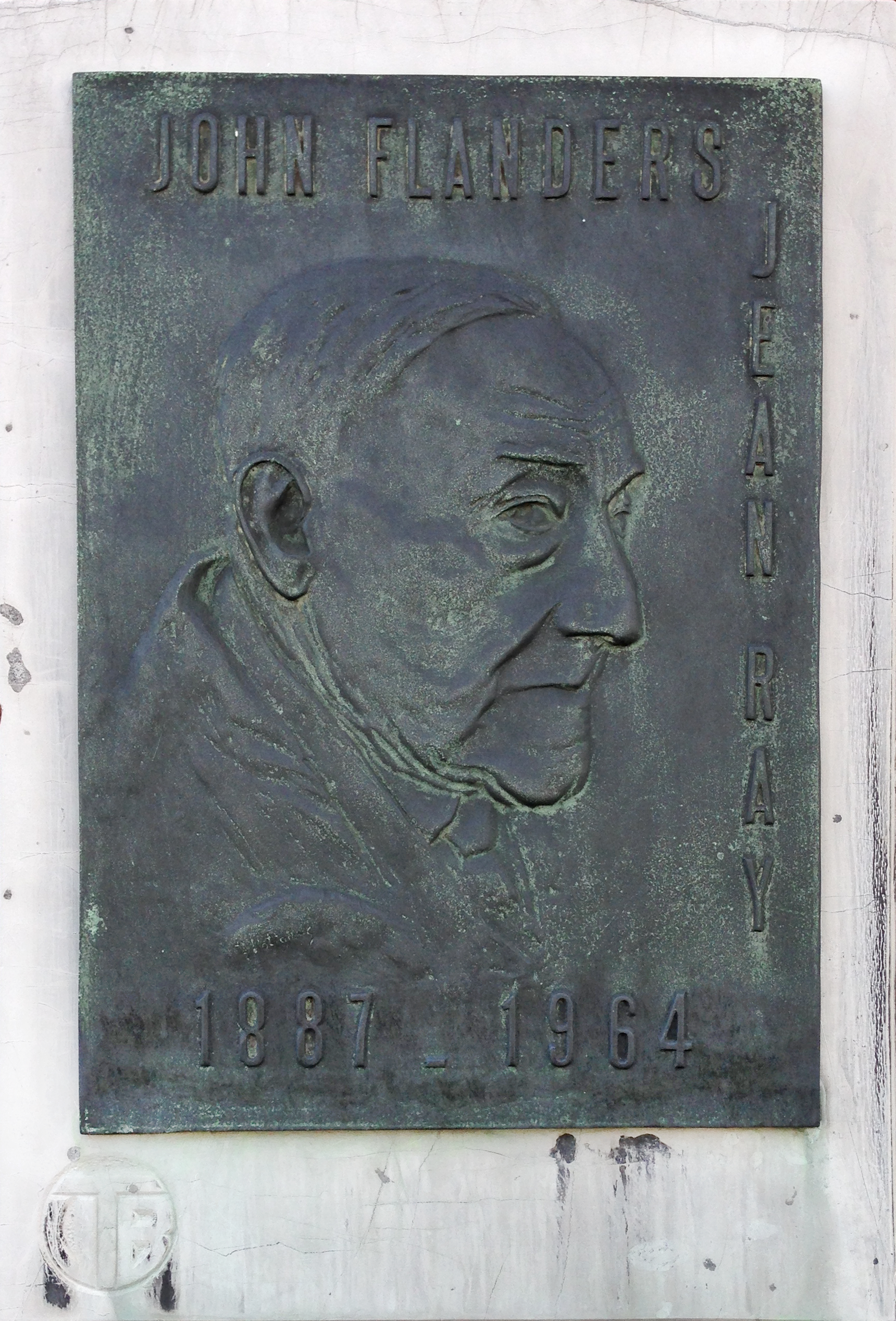
Меморіальна табличка на будинку по Ройгемлаан (Rooigemlaan), 563